# Championnats du monde juniors de natation 2011
Navigation
2008 2013
La 3e édition des Championnats du monde juniors de natation se déroule à Lima au Pérou du 16 au 21 août 2011. La compétition est réservée aux filles âgées entre 15 et 17 ans, donc nées en 1994, 1995 ou 1996, et aux garçons âgés entre 16 et 18 ans, donc nés en 1993, 1994 ou 1995.
Conjointement organisé par la Fédération internationale de natation (FINA) et la Fédération péruvienne de natation (FDPN ou « Federación deportiva peruana de natación »), l'événement bisannuel se déroule dans la Piscina Olímpica Campo De Marte. Quarante épreuves y sont programmées. Quelques mois après avoir accueilli les Championnats d'Amérique du Sud juniors de natation, Lima accueille la troisième édition de l'événement planétaire. Après 2006 et 2008, ce dernier se tient pour la troisième fois consécutive sur le continent sud-américain.
Lima est désignée ville hôte par le Bureau de la FINA le 4 août 2008 dans le cadre des Jeux olympiques organisés à Pékin. Mais par souci de clarté dans son calendrier, l'organisation internationale décide le report d'une année de cette compétition initialement prévue à l'été 2010. En janvier 2009, il est en effet décidé d'organiser ces championnats juniors les années impaires au mois d'août, l'exercice péruvien devant inaugurer cette nouvelle périodicité.
Cette compétition marque la première collaboration entre la FINA et le chronométreur américain Colorado Time Systems qui supplée l'habituel partenaire Omega en vertu d'un accord de cinq ans entériné en mai 2011.

## Délégations
Sept cents nageurs de soixante fédérations participent.

## Podiums

### Filles
| Épreuves               | Or | Argent | Bronze |
| Nage libre             | Nage libre | Nage libre | Nage libre |
| ---------------------- | --- | --- | --- |
| 50 m                   | Bronte Campbell (AUS) 25 s 22 (RC) | Lia Neal (USA) 25 s 30 | Chantal Van Landeghem (CAN) 25 s 35 |
| 100 m                  | Lia Neal (USA) 54 s 90 (RC) | Chantal Van Landeghem (CAN) 55 s 29 | Bronte Campbell (AUS) 55 s 46 |
| 200 m                  | Brittany MacLean (CAN) 1 min 58 s 93 (RC) | Chelsea Chenault (USA) 1 min 59 s 69 | Fu Yuanhui (CHN) 1 min 59 s 70 |
| 400 m                  | Brittany MacLean (CAN) 4 min 10 s 32 | Bonnie Macdonald (AUS) 4 min 11 s 86 | Gillian Ryan (USA) 4 min 12 s 28 |
| 800 m                  | Bonnie Macdonald (AUS) 8 min 32 s 30 (RC) | Gillian Ryan (USA) 8 min 33 s 46 | Claudia Dasca (ESP) 8 min 34 s 29 |
| 1 500 m                | Tjaša Oder (SVN) 16 min 18 s 63 (RC) | Rachel Zilinskas (USA) 16 min 18 s 85 | Claudia Dasca (ESP) 16 min 24 s 30 |
| Dos                    | | | |
| 50 m                   | Daryna Zevina (UKR) 28 s 45 (RC) | Emma Saunders (GBR) 28 s 76 | Chantal Van Landeghem (CAN) 29 s 01 |
| 100 m                  | Daryna Zevina (UKR) 1 min 0 s 59 (RC) | Fu Yuanhui (CHN) 1 min 1 s 13 | Emma Saunders (GBR) 1 min 2 s 35 |
| 200 m                  | Daryna Zevina (UKR) 2 min 10 s 43 (RC) | Miyu Otsuka (JPN) 2 min 11 s 02 | Karley Mann (GBR) 2 min 11 s 40 |
| Brasse                 | | | |
| 50 m                   | Lisa Fissneider (ITA) 31 s 51 | Sarah Haase (USA) 31 s 84 | Claire Polit (FRA) 31 s 95 |
| 100 m                  | Lisa Fissneider (ITA) 1 min 7 s 71 (RC) | Kanako Watanabe (JPN) 1 min 8 s 89 | Irina Novikova (RUS) 1 min 9 s 10 |
| 200 m                  | Kanako Watanabe (JPN) 2 min 25 s 52 | Lisa Fissneider (ITA) 2 min 26 s 01 | Irina Novikova (RUS) 2 min 26 s 04 |
| Papillon               | | | |
| 50 m                   | Farida Osman (EGY) 26 s 69 (RC) | Kendyl Stewart (USA) 26 s 78 | Vanessa Mohr (RSA) Chantal Van Landeghem (CAN) 26 s 85 |
| 100 m                  | Rachael Kelly (GBR) 59 s 37 (RC) | Rino Hosoda (JPN) 59 s 39 | Alexandra Wenk (GER) 59 s 64 |
| 200 m                  | Judit Ignacio (ESP) 2 min 8 s 25 | Alessia Polieri (ITA) 2 min 9 s 65 | Miyu Otsuka (JPN) 2 min 11 s 35 |
| Quatre nages           | | | |
| 200 m                  | Marina García (ESP) 2 min 13 s 57 | Emu Higuchi (JPN) 2 min 13 s 96 | Erika Seltenreich-Hodgson (CAN) 2 min 15 s 62 |
| 400 m                  | Miyu Otsuka (JPN) 4 min 40 s 98 (RC) | Alessia Polieri (ITA) 4 min 43 s 41 | Claudia Dasca (ESP) 4 min 43 s 53 |
| Relais                 | | | |
| 4 × 100 m nage libre   | États-Unis Kristen Vredeveld (55 s 64) Simone Manuel (55 s 90) Rachel Acker (56 s 48) Lia Neal (54 s 83) 3 min 42 s 85 (RC) Chelsea Chenault Julia Anderson                  | Canada Brittany MacLean (55 s 65) Victoria Chan (57 s 27) Lauren Earp (55 s 63) Chantal Van Landeghem (54 s 69) 3 min 43 s 24 Brooklyn Snodgrass                   | Royaume-Uni Amelia Maughan (57 s 03) Emma Saunders (55 s 99) Emily Jones (57 s 70) Jessica Lloyd (55 s 27) 3 min 45 s 99                                               |
| 4 × 200 m nage libre   | États-Unis Julia Anderson (2 min 0 s 10) Lia Neal (1 min 59 s 41) Gillian Ryan (2 min 0 s 98) Chelsea Chenault (1 min 59 s 84) 8 min 0 s 33 (RC) Haley Lips Rachel Zilinskas | Canada Lauren Earp (2 min 1 s 37) Victoria Chan (2 min 3 s 07) Tabitha Baumann (2 min 3 s 43) Brittany MacLean (1 min 57 s 05) 8 min 4 s 92                        | Australie Bonnie Macdonald (2 min 0 s 23 Brianna Throssell (2 min 2 s 24) Taylor McKeown (2 min 3 s 61) Mikkayla Sheridan (2 min 0 s 60) 8 min 6 s 68                  |
| 4 × 100 m quatre nages | Japon Yukiko Watanabe (1 min 2 s 91) Kanako Watanabe (1 min 8 s 32) Rino Hosoda (59 s 44) Mao Kawakami (54 s 98) 4 min 5 s 65 (RC) Emu Higuchi                               | États-Unis Kylie Stewart (1 min 2 s 46) K.C. Moss (1 min 11 s 73) Kendyl Stewart (58 s 76) Lia Neal (54 s 84) 4 min 7 s 79 Sarah Haase Celina Li Kristen Vredeveld | Russie Julia Larina (1 min 3 s 00) Irina Novikova (1 min 9 s 10) Daria Tcvetkova (59 s 86) Veria Kolotushkina (56 s 03) 4 min 7 s 99 Maria Temnikova Svetlana Chimrova |

## Tableau des médailles
| Rang  | Nation         | Or | Argent | Bronze | Total |
| ----- | -------------- | -- | ------ | ------ | ----- |
| 1     | États-Unis     | 11 | 8      | 3      | 22    |
| 2     | Japon          | 7  | 8      | 3      | 18    |
| 3     | Canada         | 4  | 5      | 5      | 14    |
| 4     | Australie      | 4  | 1      | 3      | 8     |
| 5     | Ukraine        | 3  | 1      | 2      | 6     |
| 6     | Italie         | 2  | 7      | 5      | 14    |
| 7     | Royaume-Uni    | 2  | 2      | 3      | 7     |
| 8     | Espagne        | 2  | 1      | 3      | 6     |
| 9     | Grèce          | 1  | 2      | 2      | 5     |
| 10    | Russie         | 1  | 1      | 4      | 6     |
| 11    | Allemagne      | 1  | 0      | 1      | 2     |
| 12    | Égypte         | 1  | 0      | 0      | 1     |
| 12    | Slovénie       | 1  | 0      | 0      | 1     |
| 14    | Chine          | 0  | 3      | 1      | 4     |
| 15    | Pologne        | 0  | 2      | 1      | 3     |
| 16    | Croatie        | 0  | 1      | 0      | 1     |
| 17    | Afrique du Sud | 0  | 0      | 1      | 1     |
| 17    | Brésil         | 0  | 0      | 1      | 1     |
| 17    | France         | 0  | 0      | 1      | 1     |
| Total | Total          | 40 | 42     | 39     | 121   |